# 38962 Chuwinghung
38962 Chuwinghung è un asteroide della fascia principale. Scoperto nel 2000, presenta un'orbita caratterizzata da un semiasse maggiore pari a 2,7947529 UA e da un'eccentricità di 0,1862021, inclinata di 8,91822° rispetto all'eclittica.